# 257
257 (CCLVII) var ett normalår som började en torsdag i den julianska kalendern.

## Händelser

### Augusti
- 30 eller 31 augusti – Sedan Stefan I har avlidit den 2 augusti väljs Sixtus II till påve.[1]

### Okänt datum
- Valerianus återtar Antiochia från Shahpour I.
- Goterna bygger en flotta i Svarta havet.
- Goterna splittras i ostrogoter och visigoter.
- Aurelianus besegrar goterna vid nedre Donau och tar många fångar med tillbaka till Rom.
- Valerianus förföljande av kristna inleds och hans edikt beordrar biskopar och präster att offra enligt de hedniska ritualerna och förbjuder kristna, med hot om dödsstraff, att träffas i sina avlidnas gravvalv.

## Födda
- Gregorius Upplysaren, grundare av och skyddshelgon för den armeniska kyrkan (född omkring detta år)
- Jia Nanfeng, kinesisk kejsarinna

## Avlidna
- 2 augusti – Stefan I, påve sedan 254